# Cheshire (Connecticut)
Pour les articles homonymes, voir Cheshire.
Cheshire est une ville du comté de New Haven dans l'État du Connecticut.
Cheshire devient une municipalité en 1780. Elle doit son nom à Thomas Brooks, originaire du Cheshire anglais.

## Démographie
Sa population était de 29 261 habitants au recensement de 2010. La municipalité s'étend sur 33,37 milles carrés (86,43 km2), dont 33,07 milles carrés (85,65 km2) de terres.
| 1820  | 1850  | 1860  | 1870  | 1880  | 1890  |
| ----- | ----- | ----- | ----- | ----- | ----- |
| 2 230 | 1 626 | 2 407 | 2 344 | 2 284 | 1 929 |

| 1900  | 1910  | 1920  | 1930  | 1940  | 1950  |
| ----- | ----- | ----- | ----- | ----- | ----- |
| 1 989 | 2 560 | 2 855 | 3 263 | 4 352 | 6 295 |

| 1960   | 1970   | 1980   | 1990   | 2000   | 2010   |
| ------ | ------ | ------ | ------ | ------ | ------ |
| 13 383 | 19 051 | 21 788 | 25 684 | 28 543 | 29 261 |

## Personnalités liées à Cheshire
- Amos Doolittle, graveur et orfèvre
- John Frederick Kensett, artiste peintre et graveur
- Legs McNeil, journaliste
- Matt Generous, joueur de hockey
- James Van Der Beek, acteur